# Колесников, Порфирий Константинович
Порфирий Константинович Колесников — советский государственный и политический деятель.

## Биография
Родился в 1906 году в г. Троицк Оренбургской губернии в семье фельдшера. Член ВКП(б) с 1926 года.
Образование: Академия пищевой промышленности, Москва 12.1935–02.1940.
Трудовая деятельность:
- 02.22–11.23 рассыльный заготконторы упродкома, г. Славгород Омск. губ.;
- 11.23–05.24 ученик токаря литейного з-да, там же;
- 06.24–12.25 член комитета фабзавкома пивзавода, Троицк;
- 12.25–08.28 пред. групкома пищевиков, там же;
- 08.28–10.29 зам. зав. з-дом Госторга, там же;
- 10.29–03.30 зав.налоговым подотд. окр. ФО, там же;
- 03.30–10.30 инспектор по чистке сов. аппарата при окр. контрольной комиссии РКИ, там же;
- 10.30–09.31 нач. произв. сектора конторы «Союзмясо», Уфа;
- 09.31–11.32 на курсах красных директоров, Полтава;
- 11.32–12.35 зам. управ. трестом «Главмясо», Уфа.

После окончания Академии пищевой промышленности:
- 03.40–04.42 директор мясокомбината, Орск;
- 04.42–11.42 секретарь Ворошиловского райкома ВКП(б), Орск;
- 11.42–05.43 секретарь Чкаловского обкома ВКП(б) по пром-сти;
- 05.43–08.52 1-й секретарь Чкаловского горкома ВКП(б).
- 08.52–29.12.52 сотрудник МГБ, Москва;
- 29.12.52–31.03.53 начальник УМГБ Барановичской области, уволен из МВД 12.05.53 в связи с переходом на партийную работу.
- 04.53–05.56 инспектор отдела парт., профсоюзных и комсомольских органов ЦК КПБ.

В органах МВД: 
- 28.05.56–25.10.56 зам. нач. ГУЛАГ МВД СССР;
- 25.10.56–16.01.57 зам. нач. ГУИТК МВД СССР;
- 16.01.57–08.02.58 нач. отд. кадров и зам. нач. ГУИТК МВД СССР;
- 08.02.58–12.09.59 зам. нач. Гл. архивного упр. МВД СССР, уволен 12.09.59 в связи с откомандированием в СНХ Москвы.

Директор птицекомбината, Москва 10.1959–03.1971; пенсионер
04.71–04.79; персональный пенсионер союзного значения с 04.79.
Звание: подполковник ГБ 29.12.52.
Награды: орден Трудового Красного Знамени (26.04.71), 3 медали.
Избирался депутатом Верховного Совета РСФСР 2-го и 3-го созывов.
Умер в декабре 1979 года в Москве.